# Prasinite
La Prasinite (dal greco prásinos) è una roccia metamorfica a grana minuta, di composizione basica.
Costituita in prevalenza da associazioni di albite e minerali femici (clorite, anfiboli ed epidoto), è solitamente di colore verde chiaro. Si trova in ambiente alpino entro le rocce metamorfiche in facies di scisto verde e nell'Appennino settentrionale.